# アウディ・R10 TDI
アウディ・R10 TDIとは、ドイツの自動車メーカーアウディがル・マン24時間レースへの参戦を目的に、R8の後継として開発した、耐久レース専用のプロトタイプレーシングカーである。
TDI（Turbocharged Direct Injection）とはフォルクスワーゲングループの直噴式ターボディーゼルエンジンの技術名称である。

## 概要
2005年12月13日（中央ヨーロッパ時間）に発表された。開発及びチーム運営にヨースト・レーシングが係わり、ダラーラにより製作された。エンジンは5.5 Lの水冷V型12気筒（バンク角90度）ディーゼルに、アルミニウム製のツインターボで過給を施している。
2006年のル・マン24時間レースでデビューし、ディーゼルエンジン車初の総合優勝を果たす。
2008年のル・マンには燃料にシェルのバイオフューエルを用いる、R10 TDIプロトタイプにて参戦した。こちらは、リアが2段ウィングが特徴。

## ル・マン24時間レースでの戦績

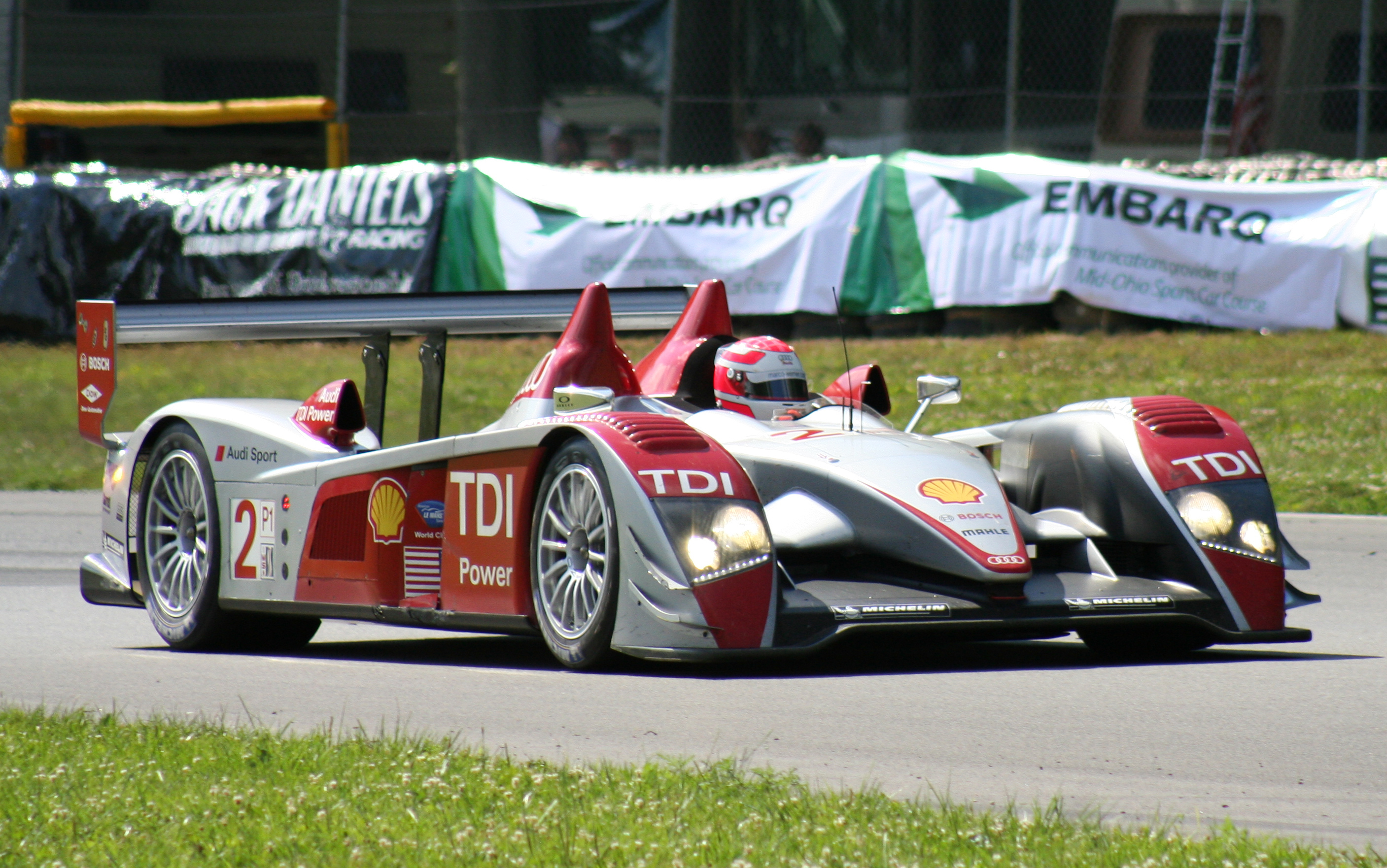
2007年シーズンのカラーリング

### 2006年
- 1位 アウディ・スポーツ・チーム・ヨースト - #8：F. ビエッラ/E. ピロ/M. ヴェルナー
- 3位 アウディ・スポーツ・チーム・ヨースト - #7：R. カペッロ/T. クリステンセン/A. マクニッシュ

### 2007年
- 1位 アウディ・スポーツ・ノース・アメリカ - #1：F. ビエッラ/E.ピロ/M.ヴェルナー
- リタイア アウディ・スポーツ・ノース・アメリカ - #2：R. カペッロ/T. クリステンセン/A. マクニッシュ
- リタイア アウディ・スポーツ・チーム・ヨースト - #3：L. ルール/A. プリマット/M. ロッケンフェラー

### 2008年
- 1位 アウディ・スポーツ・ノース・アメリカ - #2：R. カペッロ/T. クリステンセン/A. マクニッシュ
- 4位 アウディ・スポーツ・チーム・ヨースト - #3：L. ルール/A. プレマ/M. ロッケンフェラー
- 6位 アウディ・スポーツ・ノース・アメリカ - #1：F. ビエッラ/E.ピロ/M.ヴェルナー

## 参照
1. ↑  大内明彦「UPDATE––AUDI 11戦8勝のアウディ、ル・マンでの足跡」『Racing on Archives』第2巻、三栄書房、2010年、147頁。
2. ↑  “Audi R10 TDI Race Car”. rsportscars.com. 2009年6月15日時点のオリジナルよりアーカイブ。2009年6月6日閲覧。
3. ↑  “ディーゼルエンジン開発の歴史”.   Volkswagen AG.. 2012年6月27日時点のオリジナルよりアーカイブ。2013年4月8日閲覧。